# بوب غوتليب
بوب غوتليب (بالإنجليزية: Bob Gottlieb)‏ هو مدرب كرة سلة أمريكي، ولد في 20 يناير 1940، وتوفي في 23 نوفمبر 2014.